# Sint-Martinuskerk (Riemst)
De Sint-Martinuskerk is een kerkgebouw in Riemst in de Belgische gemeente Riemst in Limburg.
Het bakstenen gebouw heeft een westtoren gelegen aan de zuidzijde van het driebeukige schip met vijf traveeën en een koor met twee rechte traveeën en een vijfzijdige sluiting. Het koor wordt geflankeerd door de sacristieën en ten westen van de noordelijke zijbeuk bevindt zich een doopkapel. Het gebouw is gedekt met leien en de noordelijke zijbeuk is opgevat als een serie dwarsgeplaatste kapellen. De toren heeft een tentdak, vier geledingen die gescheiden worden door waterlijsten van hardsteen, overhoeks geplaatste steunberen, spitsboogvensters, galmgaten met spitsboogvorm, aan iedere zijde bakstenen spitsbooglisenen, een ronde traptoren, een portaal met puntgevel (westgevel) en deur met spitsboogvorm en een drieledig spitsboogvenster met een roosvenster erboven (westgevel). Verder heeft de toren bakstenen spitsboogvensters, een plint van breuksteen en onder de kroonlijsten een bakstenen dropmotief. Tussen het schip en de zijbeuken bevinden zich spitsboogarcades op zuilen van hardsteen. Traveeën worden geflankeerd door schalken van mergelsteen. De middenbeuk wordt overwelfd door houten tongewelven, de zijbeuken door kruisribgewelven en het koor door stergewelven.
De kerk is de parochiekerk van het dorp en is gewijd aan Sint-Martinus.

## Geschiedenis
Oorspronkelijk werd er hier een romaanse kerk gebouwd, mogelijk stammende uit de 8e eeuw. Deze werd door de Noormannen verwoest.
In 1587 of 1679 brandde de kerk af. Later werd ze hersteld of gedeeltelijk heropgebouwd in gotische stijl.
Later werd er een nieuwe kerk gebouw waarin waarschijnlijk de resten van de oorspronkelijk kerk waren opgenomen. Het driebeukige gebouw was opgetrokken in silex en mergelsteen.
In 1907 werd de kerk afgebroken.
In 1908 werd er een nieuwe neogotische kerk gebouwd naar het ontwerp van A. Geens.